# Cơ vân (sinh học)
Cơ vân (còn gọi là cơ xương) là một trong ba loại cơ có trong cơ thể con người và nhiều động vật (hai loại kia là cơ trơn và cơ tim). Hầu hết các cơ vân được gắn với cấu trúc xương và khi nó co giãn thì nó sẽ tạo ra các đáp ứng tương ứng cho việc chuyển động của xương.
Quá trình co giãn của cơ xương được kích hoạt bởi các xung trong các nơron vận động gửi tới cơ, dưới quá trình tự điều khiển.

## Cấu trúc
Cơ xương gồm nhiều bó sợi cơ xếp song song dọc theo chiều dài của cơ. Mỗi sợi cơ có một tế bào rất dài (từ 10 đến 40 mm), đường kính từ 10 đến 80 micromet, có nhiều nhân, được bao bọc bởi màng sợi cơ (sarcolemma). Cơ tương chứa nhiều tơ cơ (myofibril) và các bào quan khác. Mỗi sợi cơ được điều khiển bởi một đầu cuối dây thần kinh duy nhất nằm ở giữa sợi cơ.